# Regelbau 621
La casemate de type Regelbau 621 est une casemate répondant au standard regelbau. Sa mission est de servir d'abri pour 10 personnes.

## Construction
La construction nécessite l'excavation de 750 m3 de matériaux et la coulée de 410 m3 de béton.

## Architecture
La casemate fait 9,7 m de haut pour 9,8 m de large et 5,1 m de haut. Elle est composée d'un couloir, d'une chambre, d'un sas antigaz et d'un poste d'observation et de tir extérieur.

## Exemplaires
Il existe un total de 663 exemplaires de cette casemate. En France, des exemplaires se trouvent à Plérin, Dondeneville, la presqu'île du Crozon, en Gironde,.